# 選択のトキ
『選択のトキ』（せんたくのトキ）は、群千キリによる日本の漫画。『ジャンプスクエア』（集英社）にて、2017年9月号から2018年7月号まで連載。デビュー2年目で新連載を獲得した、群千キリの処女作。究極の選択と青春が交差する予測不能なSFストーリー。

## あらすじ
夏休み中の高校2年生・光晴は、ある日自転車で疾走中に「ナニカ」にぶつかり気を失う。

## 登場人物

### メインキャラクター
守屋 光晴（もりや みつはる）
本作の主人公。高校2年生。跳ねっ毛と切れ長の目が特徴。
不愛想かつ人付き合いも悪いため、昔から友達が少ない。母子家庭育ちでアパート暮らし。トキとの邂逅を経て、非現実的な日常を送るようになる。
トキ
本作のヒロイン。カーマイン星という惑星からやってきた宇宙人。
元々は性別不明だが、「男か女のどちらかになるかを決める」ために地球へ訪れた。小学生女児のような幼い外見をしており、多彩な能力を有している。

### その他
めぐみ
光晴の幼馴染。茶髪のショートボブが特徴。
高校に入学してから源太と付き合うようになり、次第に光晴のことを疎んじるようになる。しかし、絶縁を突きつけられた際は、必死になって取り繕おうとした。
源太（げんた）
光晴の幼馴染。金髪と三白眼が特徴。
めぐみ同様、光晴のことを疎んじている。絶縁を突きつけられた際は、その想いを素直に受け入れた。
安達 ほずみ（あだち ほずみ）
光晴に告白したクラスメイトの女子。
萩 響代（はぎ おとよ）
生物の女教師。長身痩躯と膝裏まで伸びた黒髪が特徴。

## 書誌情報
- 群千キリ 『選択のトキ』 集英社〈ジャンプ・コミックス〉、全3巻
  1. 2017年11月7日発行（11月2日発売[集 1]）、ISBN 978-4-08-881171-0
  2. 2018年3月7日発行（3月2日発売[集 2]）、ISBN 978-4-08-881367-7
  3. 2018年7月9日発行（7月4日発売[集 3]）、ISBN 978-4-08-881520-6